# Will娛樂
Will娱乐（韓語：윌엔터테인먼트）是韓國的經紀公司，成立於2011年10月4日。2024年5月，包括李姃垠、金秀珍、辛修姃、文智媛在内的旗下多数演员跳槽至公司原代表理事金桂贤新设立的经纪公司。

## 旗下藝人
- 金建昊
- 闵宰莞
- 李康志
- 張泰成（朝鲜语：장태성 (배우)）
- 鄭秀煥（朝鲜语：정수환 (1994년)）
- 車宣亨
- 权亨硕
- 金寶貝
- 董孝熙
- 裴英蘭
- 全秀景
- 鄭藝娜

## 電視編劇
- 崔浩哲（2015年—）[2]

## 過往藝人
- 柳秀榮
- 崔正元（朝鲜语：최정원 (1981년 5월)）
- 李陣郁
- 崔江姬
- 金諪恩
- 崔貞媛
- 李寶英
- 王嬪娜
- 金玉彬
- 柳仁英
- 張義秀
- 南寶拉
- 李智雅
- 瑞雨
- 姜素拉
- 蔡舒辰
- 朱相昱
- 金載沅
- 真理翰
- 余鎬民
- 溫朱莞
- 楊昇昊
- 張義洙
- 徐仁宇
- 洪勝輝
- 金範鎮
- 鄭根
- 權敏中（朝鲜语：권민중）
- 姜萊燕
- 崔河娜（朝鲜语：최하나_(배우)）
- 韓素英
- 金昭誾
- 尹嬪娜
- 高豆林（朝鲜语：고두림）
- 朴朱荷
- 金善雄
- 申譞洙
- 林熙哲
- 李建明（朝鲜语：이건명 (배우)）
- 鄭勝吉（朝鲜语：정승길）
- 金廣植（2023年3月—2024年）[3]
- 趙恩率
- 黄贤静（朝鲜语：황현정 (배우)）（2023年6月—2024年）[4]
- 朴志涓（朝鲜语：박지연 (1984년)）（2023年12月—2024年）[5]
- 辛修姃
- 金秀珍
- 尹知原
- 文藝媛
- 朴貞允（朝鲜语：박정윤 (1999년)）
- 李姃垠

## 電視劇製作
- 《時間》
- 《我人生中最幸福的時間》

## 外部連結
- 官方网站
- Will娛樂的Instagram帳戶